# Goblin (Marvel Comics)
Goblin (Green Goblin) è l'alias di diversi supercriminali che appaiono nei fumetti statunitensi pubblicati da Marvel Comics. La prima e più nota incarnazione del personaggio è Norman Osborn, creato da Stan Lee e Steve Ditko, principale antagonista e arcinemico dell'Uomo Ragno assieme al Dottor Octopus. In alcune occasioni è una manifestazione folle indotta da una sostanza chimica, in altre, come nel caso di Harry Osborn, si tratta di un alias assunto da vari personaggi. Il suo stile è a tema Halloween, con un costume da folletto maligno e armi a forma di zucca, pipistrelli e fantasmi.
Il giornalista e storico di fumetti Mike Conroy ha descritto la figura del Goblin come il più folle e terrificante supercriminale mai affrontato dall'Uomo Ragno. È apparso in numerosi adattamenti mediatici di Spider-Man nel corso degli anni, inclusi film, serie tv, serie animate e videogiochi.

## Storia editoriale
La creazione del personaggio è accreditata alla collaborazione tra l'editore e capo sceneggiatore della Marvel Comics Stan Lee e l'artista Steve Ditko: secondo Ditko, l'idea di Lee per le origini del Goblin vedeva una troupe cinematografica rinvenire un sarcofago contenente un antico demone mitologico, ovvero il Goblin; sarebbe stato Ditko a rendere il Goblin un essere umano.
Il Goblin debuttò in The Amazing Spider-Man n. 14 e la sua popolarità portò gli autori a renderlo un cattivo ricorrente. Inizialmente la sua vera identità era sconosciuta, e fu solo in seguito al successo avuto che si decise fosse importante rivelare chi fosse dietro la maschera. Secondo Stan Lee e John Romita Sr. (sostituto di Ditko), Lee aveva sempre voluto che il Goblin fosse qualche conoscente di Peter Parker, mentre Ditko avrebbe voluto che la sua identità civile fosse quella di un nuovo personaggio, dato che sarebbe stato più "realistico". Lee spiegò che tale scelta gli parve sbagliata in quanto sarebbe stato come "ingannare" i lettori", anche se, in precedenza, ammise che, a causa della sua scarsa memoria, potrebbe aver confuso il Goblin con un altro personaggio e in un'altra occasione affermò di non ricordarsi se fosse stato lui o Ditko ad avere l'idea. Esistono versioni discordanti su chi abbia avuto l'idea di rendere il Goblin l'identità segreta di Norman Osborn tra Lee e Ditko. Quest'ultimo ritenne che sia stata una propria idea e affermò che, sebbene Osborn sia stato presentato per nome solo in The Amazing Spider-Man n. 37, aveva disegnato sullo sfondo nel n. 23 un personaggio che avrebbe dovuto essere Osborn. Effettivamente, lo stesso personaggio senza nome appare come un uomo d'affari amico di J. Jonah Jameson in diversi numeri successivi prima di essere presentato formalmente come Norman Osborn.
Ditko lasciò la serie di The Amazing Spider-Man con il numero 38, subito dopo la rivelazione che Norman fosse il padre di Harry Osborn. Il primo numero senza Ditko vede il Goblin smascherato; Romita Sr. ritenne che questo derivò dal fatto che Lee non avrebbe accettato il fatto che Ditko avrebbe reso la vera identità del Goblin quella di un altro personaggio.
Nella celebre storia La notte in cui morì Gwen Stacy, Goblin uccide Gwen Stacy, la ragazza di Peter Parker, e successivamente muore combattendo l'Uomo Ragno. In seguito, il fumettista Gerry Conway rese Harry Osborn, figlio di Norman, la nuova incarnazione del Goblin, dal momento che non aveva mai avuto reale intenzione di sbarazzarsi del criminale dal punto di vista ideologico. I fan hanno ben accolto tale decisione, osservando che Harry fosse più intimidatorio di quanto non fosse mai stato suo padre. Successivamente, diversi altri personaggi hanno assunto l'identità del Goblin e Roger Stern introdusse il criminale Hobgoblin per sostituire il Goblin come principale nemico dell'Uomo Ragno. Inoltre, un retcon durante la Saga del Clone stabilisce che l'originale Goblin è sopravvissuto agli eventi di The Amazing Spider-Man n. 122.

## Biografia del personaggio

### Proto Goblin
Introdotto via retcon nel 1997, Il primo Goblin in assoluto fu un dipendente della Oscorp, Neil Van Adder, su cui Osborn decise di sperimentare la formula appena inventata dal Dottor Stromm. Gli effetti non furono però quelli sperati e Van Adder divenne una creatura semi demoniaca che fu chiamata Proto-Goblin. Quando tentò di assalire Osborn, le sue guardie gli spararono uccidendolo.

### Norman Osborn
Norman Osborn è la prima ufficiale e più celebre incarnazione del Goblin; è il creatore della sostanza denominata "siero del Goblin" e dell'equipaggiamento iconico del supercriminale.
Era un ricco industriale e suo figlio Harry era diventato il migliore amico di Peter Parker. Norman aveva collaborato con il dottor Stromm per condurre diversi esperimenti, ma aveva una sola idea in mente: rubare le sue scoperte per fare soldi. Poi ha fatto il possibile per denunciarlo ai tribunali. Stromm giurò vendetta a Norman, ma questi non gli prestò attenzione perché ormai era molto ricco. Un giorno, mentre perquisiva l'ufficio di Stromm, scoprì degli appunti molto strani su un esperimento incompiuto. Decise di portare a termine l'esperimento, che durò tutta la notte, per creare un liquido verde. Il liquido si mise a bollire e poi all'improvviso esplose, facendo finire Norman in coma in ospedale. Quando si svegliò, Harry era al suo fianco.
Norman era di cattivo umore, ma scoprì di essere diventato molto più forte e anche la sua intelligenza era incredibilmente aumentata, tanto che era diventato pazzo. Ma non si rendeva conto che la sua mente si era divisa in due personalità. Questo spirito prese gradualmente il controllo su Norman, comunicando con lui attraverso gli specchi e incoraggiandolo a diventare un criminale. Così creò un costume verde a immagine di un folletto, con un arsenale di armi e gadget, e costruì un aliante a reazione estremamente veloce e dotato di armi micidiali.
Decise di attaccare l'Uomo Ragno perché sapeva che i malvagi lo rispetteranno se riuscirà a batterlo. I suoi tentativi di eliminarlo non ebbero il successo sperato, ma riuscì sempre a sfuggire alla cattura. Osborn creò un gas in grado di anestetizzare il senso di ragno del suo avversario e poi lo seguì. Dopo che l'eroe si era tolto il costume, il Goblin lo attaccò. Peter fu messo fuori combattimento e Osborn lo portò nel suo nascondiglio. Sicuro di vincere questa volta, si smascherò davanti all'Uomo Ragno e dimostrò di non averlo mai sconfitto. Per concludere, liberò Parker e ne seguì una battaglia. Alla fine Norman cadde su alcuni cavi elettrici e la scossa gli provocò un'amnesia, liberandolo da ogni sospetto di essere il Goblin. Spidey pensava che fosse meglio così, sia per lui che per Norman. 
A volte, Goblin riprendeva il controllo, ma Peter riusciva sempre a tirare fuori Norman dalla sua follia, anche se solo per un pelo. Il Goblin rapì Gwen Stacy e la lasciò sul ponte di Brooklyn, dove iniziò un'altra battaglia con l'Uomo Ragno. Osborn gettò Gwen nel vuoto e l'Uomo Ragno riuscì ad afferrarla con una ragnatela, ma l'urto della caduta le ruppe il collo, uccidendola. Peter, infuriato, inseguì e malmenò il Goblin. Indebolito, Osborn ordinò al suo aliante di impalare l'avversario. Avvertito dal suo senso di ragno, Peter schivò il velivolo che trafisse il Goblin, vittima del suo stesso machiavellismo. Harry, sotto l'effetto della droga, assistette alla scena e giurò di vendicare il padre.

### Harry Osborn
Harry Osborn è il figlio di Norman, nonché seconda persona a indossare i panni del Goblin.
Raccolse il testimone dopo la presunta morte del padre e dopo aver scoperto il costume di Spidey nella camera da letto del suo compagno di stanza. Harry, a differenza di Norman, si destreggiava tra la vita familiare, la prigione e il manicomio. Tuttavia, non cercò mai di fare del male alla famiglia di Parker, probabilmente ancora innamorato di Mary Jane Watson, nonostante soffriva della stessa malattia mentale del padre, ed è proprio per salvare l'Uomo Ragno da morte certa che Harry sarà disposto a compiere uno sforzo ulteriore che gli costerà la vita.

### Bart Hamilton
Il dottor Barton "Bart" Hamilton è uno psicologo nato a Scarsdale. Quando Harry viene sottoposto a cure mediche, il dottor Hamilton riesce a usare l'ipnosi per fargli dimenticare il suo desiderio di vendetta verso Spider-Man e, di conseguenza, il Goblin; sfrutta poi le informazioni ricevute per rivestire i panni del criminale. Dal momento che Hamilton non può potenziare la sua forza come le incarnazioni precedenti, poiché Harry ha dimenticato la locazione della formula, escogita un elaborato piano per uccidere Silvermane, ma Harry riprende l'identità del Goblin per fermarlo. Durante lo scontro che ne segue, Hamilton si uccide accidentalmente con una bomba indirizzata a Spider-Man. Anni dopo, si ipotizza erroneamente che l'Hobgoblin sia Hamilton.
Tale incarnazione del Goblin appare presumibilmente come un membro della seconda Legione dei Non Vivi creata dal Gran Maestro, che viene sconfitta dalla Morte. In seguito, il Goblin di Bart viene clonato.

### Phil Urich
Philip Benjamin "Phil" Urich, il nipote del giornalista Ben Urich, è il quarto personaggio ad adottare l'identità del Goblin.

### Quinto Goblin
Un individuo creato artificialmente veste i panni del Goblin sotto comando di Norman Osborn, il quale è tornato in vita e intende convincere il pubblico di non essere mai stato il famigerato supercriminale. Per farlo, collabora con il dottor Angst per ingegnerizzare geneticamente un nuovo Goblin, il quale, seguendo gli ordini, agisce come guardia del corpo di Norman, tormenta Spider-Man e aiuta Osborn a riabilitare la sua immagine (ad esempio, rapendo il piccolo Normie Osborn e chiedendo un riscatto, così da far simpatizzare la popolazione per Osborn). Dopo essere stato abbandonato dal suo capo, il Goblin non ha più accesso alla formula del Goblin che gli garantiva una certa stabilità mentale, portandolo a impazzire ulteriormente. Nel tentativo estremo di trovare una cura, dà la caccia a Liz Allan prima di essere spinto a fuggire da Spider-Man. Durante un secondo tentativo di catturare Liz, il Goblin ha un altro scontro con l'Uomo Ragno e si smaschera davanti a lui, mostrando di essere una fusione di diverse persone (tra cui Harry Osborn), subito prima di sciogliersi in un mucchio di protoplasma.

## Poteri e abilità
Nelle sue prime apparizioni, il Goblin sembrava essere un uomo semplice (anche se molto agile e atletico) che faceva affidamento esclusivamente sui suoi armamenti. Nei numeri successivi, è stato stabilito che la "formula Goblin" ha potenziato la maggior parte delle incarnazioni del personaggio, conferendogli poteri come forza, velocità, agilità, riflessi e resistenza sovrumane, insieme a una capacità di rigenerazione rapida che gli consentiva di guarire velocemente, a seconda della gravità delle sue ferite. In condizioni ottimali, rivaleggiano con i poteri dell'Uomo Ragno. Anche l'intelligenza aumentava, ma allo stesso tempo chi la otteneva diventava pazzo. Inizialmente, Norman ha assimilato la sostanza chimica per errore, ricevendone una spruzzata in faccia; successivamente, ha sviluppato una versione del siero adatta a essere bevuta.

## Armi e oggetti
Il Goblin ha una serie di dispositivi bizzarri e letali. Le sue armi più iconiche sono le bombe-zucca, granate dall'aspetto di jack-'o'-lantern, e i pipistrelli-rasoio, boomerang a forma di pipistrello dai bordi affilati. Include anche guanti in grado di emettere scariche elettriche dalle dita. Sotto il costume indossa una cotta di maglia antiproiettile e nella maschera ha un filtro antigas.
Al suo debutto, Goblin volava cavalcando un razzo a forma di scopa; dalla sua seconda apparizione ha usato il suo classico aliante a forma di pipistrello. Il velivolo ha una grande manovrabilità e il conducente rimane attaccato grazie a staffe elettromagnetiche sulle sue ali. Goblin può comandarlo anche a voce, attraverso comandi vocali collegati via radio nella sua maschera. Riesce a spostarsi a un massimo di 140 km/h e può sostenere fino a 180 kg o più, sebbene rischi di consumare il carburante più velocemente. L'aliante è dotato di una vasta gamma di armamenti, inclusi missili, lame, mitragliatrici, un lanciafiamme e distributori di bombe zucche.

## Gruppi associati

### Goblinette
Si tratta di un trio di donne dalle fattezze simili al Goblin, che rapiscono Harry Osborn poco tempo dopo la morte di Norman. Spider-Man indaga con Ben Urich e Molten, scoprendo che sono robot creati da Harry e controllati da un supercomputer contenente delle copie delle menti di Norman e Harry, programmato per esporre il giovane Normie Osborn allo stesso siero che ha causato la morte di Harry, nel tentativo di creare un nuovo Goblin. Il piano fallisce con la distruzione delle Goblinette e del dispositivo.

### Ordine del Goblin
Un ordine formato dai più fedeli seguaci di Osborn.

### Gang del Goblin
Dopo l'ascesa e la caduta al potere di Norman, sorgono in America un gran numero di bande ispirate alla figura del Goblin, composte principalmente da suprematisti bianchi che sostengono il piano del criminale di scacciare gli asgardiani dal suolo statunitense. I suoi membri indossano abiti viola, si truccano il viso di verde e hanno tatuaggi che omaggiano il Goblin.

### Nazione del Goblin
Un gruppo appartenente alla criminalità organizzata composta da criminali che si ispirano al Goblin nell'estetica. Il capo è il Re dei Goblin, che agisce soprattutto contro Superior Spider-Man.

### War Goblin
Negli otto mesi successivi agli eventi di Secret Wars, un trafficante d'armi che sostiene di essere Norman Osborn inizia a rivendere costumi e attrezzature ripresi dal Goblin sul mercato nero, costituendo eserciti privati di "War Goblin".

## Altre versioni

### 2099
Tale versione è chiamata Goblin 2099; si tratta di un imbroglione che vuole dimostrare che Spider-Man (Miguel O'Hara) è al soldo di una mega corporazione. Oltre ad armamenti e a un aliante simili alla versione originale, possiede la capacità di proiettare illusioni.
Quando viene smascherato, sembra essere il fratello dell'Uomo Ragno, Gabriel O'Hara; in un retcon successivo, viene rivelato che è un mutaforma che ha rubato l'identità di Gabriel. Il fumettista Peter David, che ha lasciato la scrittura della storia tra la creazione del personaggio e la rivelazione della sua vera identità, ha affermato che era sua intenzione usare Gabriel come falsa pista e rivelare che il Goblin fosse una sacerdotessa cattolica di nome Padre Jennifer.
Durante un viaggio nel 2099, lo Spider-Man di O'Hara viene catturato dai Venom e dal Dottor Octopus di quell'epoca. L'eroe si risveglia nella corporazione Alchemax, gestita dai Sinistri Sei di quell'anno, che scoprono che il Goblin è in realtà Jennifer D'Angelo, un'alleata sotto copertura di Kasey. Miguel e Kasey si dirigono a salvare Jennifer, ma quest'ultima viene uccisa da Octopus prima che possa scappare con O'Hara.

### Avataars: Covenant of the Shield
In un universo alternativo denominato Eurth, esiste una piccola e agile creatura verde vestita di viola chiamata Re dei Goblin, che parla esclusivamente in rima e gestisce un castello, estorcendo merci ai viaggiatori con i suoi scagnozzi (i Sinistri Sei di quel mondo).

### House of M
Nella nuova realtà creata da Scarlet, esistono due versioni del Goblin: Crusher Hogan, un amico-rivale di Peter che usa tale identità nel wrestling, e lo stesso Peter Parker. Quest'ultimo, sentendosi in colpa per essersi finto un mutante pur avendo acquisito i poteri attraverso il morso del ragno radioattivo, indossa i panni del Goblin per smascherare sé stesso a J. Jonah Jameson e al mondo intero. Norman Osborn, pur essendo presente in tale mondo, è un semplice industriale la cui azienda viene rilevata da Parker.

### MC2

#### Fury la Regina Goblin
Élan DeJunae, appartenente alla famiglia criminale sudamericana San Mardeo DeJunae, viene promessa sposa a Normie Osborn fin da bambina, crescendo addestrandosi appositamente per seguire le orme di Norman Osborn fino a diventare la nuova leader dell'Ordine del Goblin sotto l'alias di Fury, la Regina Goblin. Pianifica di prendere il controllo della malavita di New York e, seguendo i piani fatti da Norman prima di morire, cerca di sottoporre Normie a una nuova versione della Formula del Goblin, prima di essere sconfitta da Spider-Girl.
Normie respinge Fury e rinnega il ruolo del Goblin, ma la donna interrompe il suo matrimonio con Brenda Drago e cerca di corromperlo legandolo forzatamente al simbionte Venom. Il piano le si ritorce contro, in quanto Normie ottiene il controllo del simbionte e diventa un eroe. Phil Urich, con indosso i panni del Goblin, sconfigge Fury e la manda in prigione.

#### Normie Osborn
Figlio di Harry Osborn e di Liz Allan e nipote di Norman Osborn, diventa il Goblin in una linea temporale alternativa, combattendo contro Mayday Parker, la figlia di Spider-Man. Successivamente si redime e diventa un suo alleato.

#### Phil Urich
In questa realtà, Urich è sposato ed è uno scienziato forense amico di Peter Parker, a conoscenza dell'identità segreta di quest'ultimo e di Spider-Girl. Assume l'identità del Goblin, prima sotto l'alias del Golden Goblin e poi del Goblin con l'assistenza di Normie Osborn, ottenendo un aumento della sua forza e abilità grazie a una maschera. È anche un membro fondatore dei New New Warriors.

### Spider-Man: India
Nalin Oberoi è uno spietato uomo d'affari di Mumbai che devasta villaggi alla ricerca di un amuleto mistico con cui entrare in contatto con demoni malvagi che un tempo governavano il mondo. Il processo permette a Oberoi di diventare il Goblin; trasforma un mite dottore del Dottor Octopus e lo invia contro l'eroe Spider-Man, la cui identità civile è Pavitar Prabhakar. Oberoi distrugge il villaggio di Pavitar e rapisce la sua amante MJ e la zia Maya. L'eroe salva le donne, uccide Octopus e sconfigge Oberoi.

## Altri media

### Televisione

#### Serie animate
Il Goblin appare nella maggior parte delle serie animate dedicate all'Uomo Ragno, quasi sempre come antagonista principale.
- L'Uomo Ragno (1967): In questa versione si occupa prevalentemente di crimini soprannaturali, e in un'occasione si allea con Electro e l'Avvoltoio agli ordini del Dottor Nessuno, decisi a sconfiggere l'Uomo Ragno. In Italia viene chiamato "Goblin il Maligno".

- L'Uomo Ragno (1981): appare nel decimo episodio, dove è vittima di amnesia. In seguito ad un incidente in treno recupera la memoria e si adopera per rendere pubblica la vera identità dell'Uomo Ragno, salvo perdere nuovamente la memoria.
- L'Uomo Ragno e i suoi fantastici amici (1981): appare nel primo episodio (Il trionfo del Folletto Verde), ma con una storia leggermente modificata, in quanto Norman si trasforma fisicamente in Goblin ed il suo scopo è quello di versare la formula nell'acquedotto di New York e di rendere tutti gli abitanti uguali a lui.
- Spider-Man - L'Uomo Ragno (1994): in questa versione Norman appare fin dalla prima stagione, ma diventa Green Goblin solo in seguito, ed è l’antagonista secondario della serie animata. Si presenta come una doppia personalità di Osborn, nata in seguito all'incidente, che incoraggia Norman a punire chi gli ha rovinato la vita.
- Spider-Man Unlimited (1999): Appare una versione buona del Goblin, incontrata dall'Uomo Ragno sul pianeta Contro-Terra.
- The Spectacular Spider-Man (2008): Il personaggio è apparso come uno dei due antagonisti principali nella serie animata.
- Ultimate Spider-Man (2012): In questa versione appare come un cinico e avido miliardario che cerca di sfruttare i poteri di Spider-Man per i suoi scopi. Si trasforma nel Goblin a causa del Dottor Octopus, similmente alla sua versione Ultimate, ma possiede gli armamenti della versione classica. Dopo essere ritornato normale, interrompe i suoi complotti verso Spider-Man e in seguito crea un'armatura simile a quella di Iron Man, vestendo i panni di Iron Patriot.
- Spider-Man (2017)
- Spidey e i suoi fantastici amici (2021)
- Il vostro amichevole Spider-Man di quartiere (2025)

#### Altre apparizioni
- Il personaggio appare anche in un cameo, e in qualche episodio nelle serie animate:
  - Disk Wars: Avengers (2014)
  - Future Avengers (2017)
  - Marvel Super Hero Adventures (2017)

### Cinema

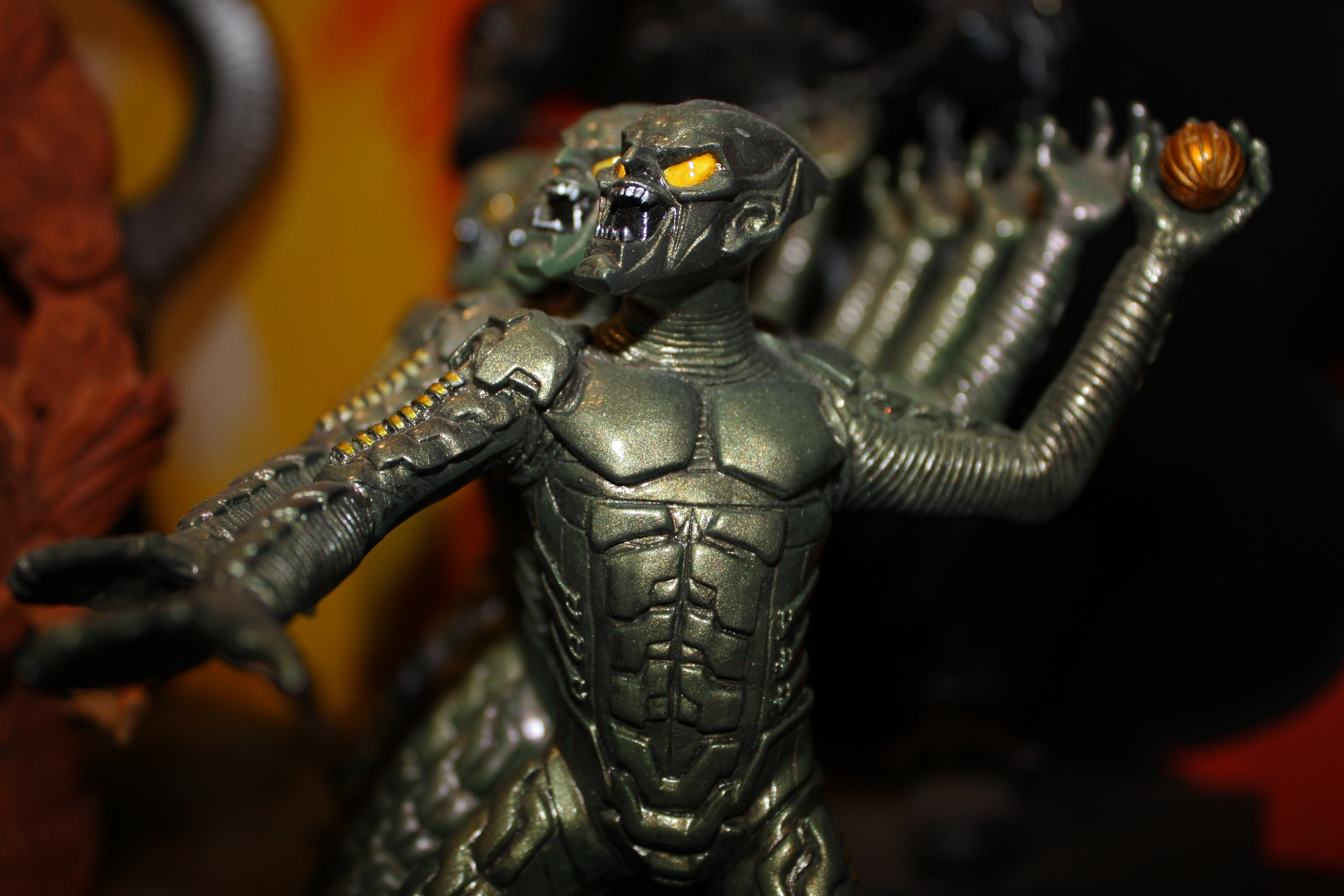
I modellini del Goblin nel film Spider-Man.

#### Trilogia di Sam Raimi
Il Goblin di Norman Osborn (interpretato da Willem Dafoe) è l'antagonista principale del film Spider-Man: è il padre di Harry Osborn e uno scienziato/uomo d'affari che testa personalmente un siero volto ad aumentare le capacità fisiche e mentali delle persone, finendo per sviluppare una seconda personalità malvagia che lo porta a compiere crimini nei panni del Green Goblin. Si scontra con Spider-Man in quanto quest'ultimo può intralciare i suoi piani, e quando scopre la sua vera identità arriva a prendere di mira le donne più importanti della sua vita: zia May e Mary Jane Watson. Durante lo scontro finale con Parker, muore impalato dal suo stesso aliante nel tentativo di ucciderlo.
In Spider-Man 3, l'identità del Goblin viene assunta dal figlio di Norman, Harry (interpretato da James Franco). Accusando Spider-Man della morte del padre, Harry, guidato da un'allucinazione di Norman, trova casualmente gli armamenti del Goblin e li usa per cercare di uccidere Parker, finché, a causa di un incidente, perde temporaneamente la memoria; successivamente la riacquista e obbliga Mary Jane a rompere la sua relazione con Peter per colpirlo negli affetti. Affrontato da Parker sull'argomento, quest'ultimo, plagiato dal simbionte Venom, lo aggredisce brutalmente. Quando Harry scopre le circostanze dietro la morte di Norman, veste nuovamente i panni del Goblin per affiancare Peter nel combattere i criminali Venom e Uomo Sabbia e salvare Mary Jane. Nello scontro rimane ferito mortalmente e muore assistito da Peter e Mary Jane.

#### The Amazing Spider-Man
Nel film The Amazing Spider-Man 2, il ruolo del Goblin è rivestito da Harry Osborn: afflitto da una malattia genetica che ha portato alla morte di suo padre Norman, Harry cerca di curarsi attraverso una sostanza che lo deforma fisicamente e lo fa impazzire. Assetato di vendetta contro Spider-Man, che ritiene non abbia voluto aiutarlo a trovare una cura per la sua condizione, Osborn veste i panni del Goblin e causa la morte della sua ragazza, Gwen Stacey.

#### Marvel Cinematic Universe
Il Goblin di Dafoe riappare come antagonista principale nel film Spider-Man: No Way Home. Viene teletrasportato nell'MCU da un incantesimo andato storto del Dottor Strange e si scontra con il Peter Parker di quell'universo, uccidendo sua zia May. Parker è tentato di ucciderlo per vendicarsi ma viene dissuaso dallo Spider-Man dell'universo di Osborn, che lo convince piuttosto a curare Norman dalla sua malattia mentale, portando alla scomparsa dell'identità di Goblin.

#### Spider-Man: Un nuovo Universo
Il Goblin ha una breve apparizione nel film animato Spider-Man: Un nuovo universo. Si tratta di una mostruosa e gigantesca creatura alata che cerca di uccidere Spider-Man per conto di Kingpin e che muore quando prova ad infilare a forza il supereroe nell’acceleratore di particelle, mandando inavvertitamente all'aria l'esperimento multiversale in corso e portando diverse varianti di Spider-Man in quell'universo.

### Videogiochi
Il personaggio è apparso in vari videogiochi:
- Spider-Man (1982 - Atari 2600)
- Spider-Man (1995 - Mega Drive, Super Nintendo)
- Spider-Man (2000 - Game Boy Color, PlayStation, Nintendo 64, Dreamcast, Mac, PC)
- Spider-Man (2002 - PC, PlayStation 2, Xbox, GameCube)
- Ultimate Spider-Man (2005 - GameCube, PlayStation 2, PC, Xbox, Game Boy Advance, Nintendo DS, Telefono cellulare)
- Marvel: La Grande Alleanza (2006) - (PC, Wii, Xbox, Xbox 360, PlayStation 2, PlayStation 3, PSP, Game Boy Advance, Nintendo DS)
- Spider-Man: Battle for New York (2006 - Game Boy Advance, Nintendo DS)
- Spider-Man: Amici o nemici (2007 - PC, Wii, Xbox 360, Nintendo DS, PSP, PlayStation 2)
- Spider-Man: Il regno delle ombre (2008 - PC, Wii, Xbox 360, PlayStation 2, PlayStation 3, PSP, Nintendo DS)
- Marvel: La Grande Alleanza 2 (2009 - Wii, Xbox 360, PlayStation 2, PlayStation 3, PSP, Nintendo DS)
- Spider-Man: Shattered Dimensions (2010 - Wii, Xbox 360, PlayStation 3, Nintendo DS)
- Lego Marvel Super Heroes (2013 - Microsoft Windows, PlayStation 4, PlayStation 3, PlayStation Vita, Xbox One, Xbox 360, Wii U, macOS, Nintendo DS, Nintendo 3DS, Android, iOS)
- Marvel: Sfida dei campioni (2014 - iOS, Android. In questo videogioco Norman appare sia nelle vesti di Iron Patriot che in due versioni di Goblin: quella classica e quella del Goblin Rosso.)
- Disney Infinity 2.0 - Marvel Super Heroes (2014 - Xbox 360, PlayStation 3, Microsoft Windows)
- LittleBigPlanet (costume per DLC)
- Spider-Man (2018 - PlayStation 4. In questo videogioco Norman Osborn è il sindaco di New York, ma non si trasforma mai nel Goblin.)
- Marvel: La Grande Alleanza 3: L'Ordine Nero (2019 - Nintendo Switch)

È inoltre menzionato in Spider-Man 3 (2007 - PC, Wii, PlayStation 2, PlayStation 3, Game Boy Advance, PSP, Xbox 360, televisione, Telefono cellulare, Nintendo DS).